# 994 (szám)
A 994 (római számmal: CMXCIV) egy természetes szám, szfenikus szám, a 2, a 7 és a 71 szorzata.

## A szám a matematikában
A tízes számrendszerbeli 994-es a kettes számrendszerben 1111100010, a nyolcas számrendszerben 1742, a tizenhatos számrendszerben 3E2 alakban írható fel.
A 994 páros szám, összetett szám, azon belül szfenikus szám, kanonikus alakban a 21 · 71 · 711 szorzattal, normálalakban a 9,94 · 102 szorzattal írható fel. Nyolc osztója van a természetes számok halmazán, ezek növekvő sorrendben: 1, 2, 7, 14, 71, 142, 497 és 994.
A 994 négyzete 988 036, köbe 982 107 784, négyzetgyöke 31,52777, köbgyöke 9,97996, reciproka 0,0010060. A 994 egység sugarú kör kerülete 6245,48620 egység, területe 3 104 006,639 területegység; a 994 egység sugarú gömb térfogata 4 113 843 465,7 térfogategység.